# Крамінська Світлана Михайлівна
Світлана Михайлівна Крамінська (нар. 5 грудня 1943, місто Куп'янськ, тепер Харківської області —  5 жовтня 2021, Мерефа, Харківська область) — українська радянська партійна діячка. Депутат Верховної Ради УРСР 11-го скликання. Член Президії Верховної Ради УРСР.

## Біографія
Трудову діяльність розпочала в 1962 році слюсарем-випарювальником Куп'янського цукрового заводу. Згодом працювала робітницею Первухінського цукрокомбінату Богодухівського району Харківської області, піонервожатою Гутянського дитячого будинку Харківської області.
З 1966 року — завідувачка тваринницької ферми, економіст колгоспу «Червоний промінь» Богодухівського району Харківської області, інженер по праці і нормуванню в радгоспах Кримської та Харківської областей.
Закінчила Харківський сільськогосподарський інститут імені Докучаєва.
Член КПРС з 1970 року.
У 1973—1980 роках — голова виконавчого комітету Проходянської (Проходівської) сільської ради Дергачівського району Харківської області.
У 1980—1985 роках — голова виконавчого комітету Шевченківської районної ради народних депутатів Харківської області.
У липні 1985 — жовтні 1990 року — 1-й секретар Шевченківського районного комітету КПУ Харківської області.
У березні 1990 — березні 1991 року — голова Шевченківської районної ради народних депутатів Харківської області.
Потім — на пенсії в селі Великі Проходи Дергачівського району Харківської області.
Світлана Крамінська померла в ніч з 4 на 5 жовтня 2021 року в Мерефі.

## Нагороди
- ордени
- медалі
- Почесний громадянин Шевченківського району Харківської області